# 金明植 (軍人)
金 明植（金明食、キム・ミョンシク、朝鮮語: 김명식）は、朝鮮民主主義人民共和国の軍人、政治家。朝鮮労働党中央委員会委員。朝鮮人民軍における軍事称号（階級）は海軍大将。
東海艦隊司令官、朝鮮人民軍海軍司令官、朝鮮人民軍総参謀部副総参謀長などを歴任。

## 経歴
出生地や生年月日など詳しいことはわかっていない。2009年に東海艦隊司令官に就任し、2011年には海軍代表団を率いてロシアを訪問し太平洋艦隊を視察した。2012年に中将に昇進した。
2013年3月に少将に降格したが、同年4月に中将に復帰し、朝鮮人民軍海軍司令官に任命された。2014年には最高人民会議第13期代議員に選出された。2014年には上将に昇進したが2015年に海軍司令官を解任された。この人事は2014年末に実戦配備されていた魚雷艇が蒸発し、原因も不明のままだったことから罷免されたとされる。
2016年3月に中将に降格の上朝鮮人民軍総参謀部副総参謀長に任命された。同年5月に朝鮮労働党中央委員会委員候補に選出された。2017年に上将に昇進し、海軍司令官に再任され、党中央委員会委員に昇格した。
2019年には大将に昇進し、4月23日に青島市で行われた中国人民解放軍海軍創設70周年記念式典に出席した。
2020年10月10日に開催された朝鮮労働党創建75周年慶祝閲兵式では、海軍閲兵縦隊を率いて行進した。
2021年2月24日に開催された、朝鮮労働党中央軍事委員会第8期第1回拡大会議にて海軍司令官から退任した。2021年7月、大将から上将、同年12月に上将から中将に降格したが、2022年4月、大将に返り咲いた。
2025年6月13日、5月21日に行われた崔賢級駆逐艦の2番艦「姜健」の進水に失敗したことを受け責任を問われ、海軍司令官を更迭された可能性が高いことがわかった。

## 参考サイト
북한정보포털
| 先代鄭明道 李用柱 | 朝鮮人民軍海軍司令官2012年 - 2015年 2017年 - 2021年 | 次代李用柱 キム・ソンギル |